# Gorgiasz (dialog)

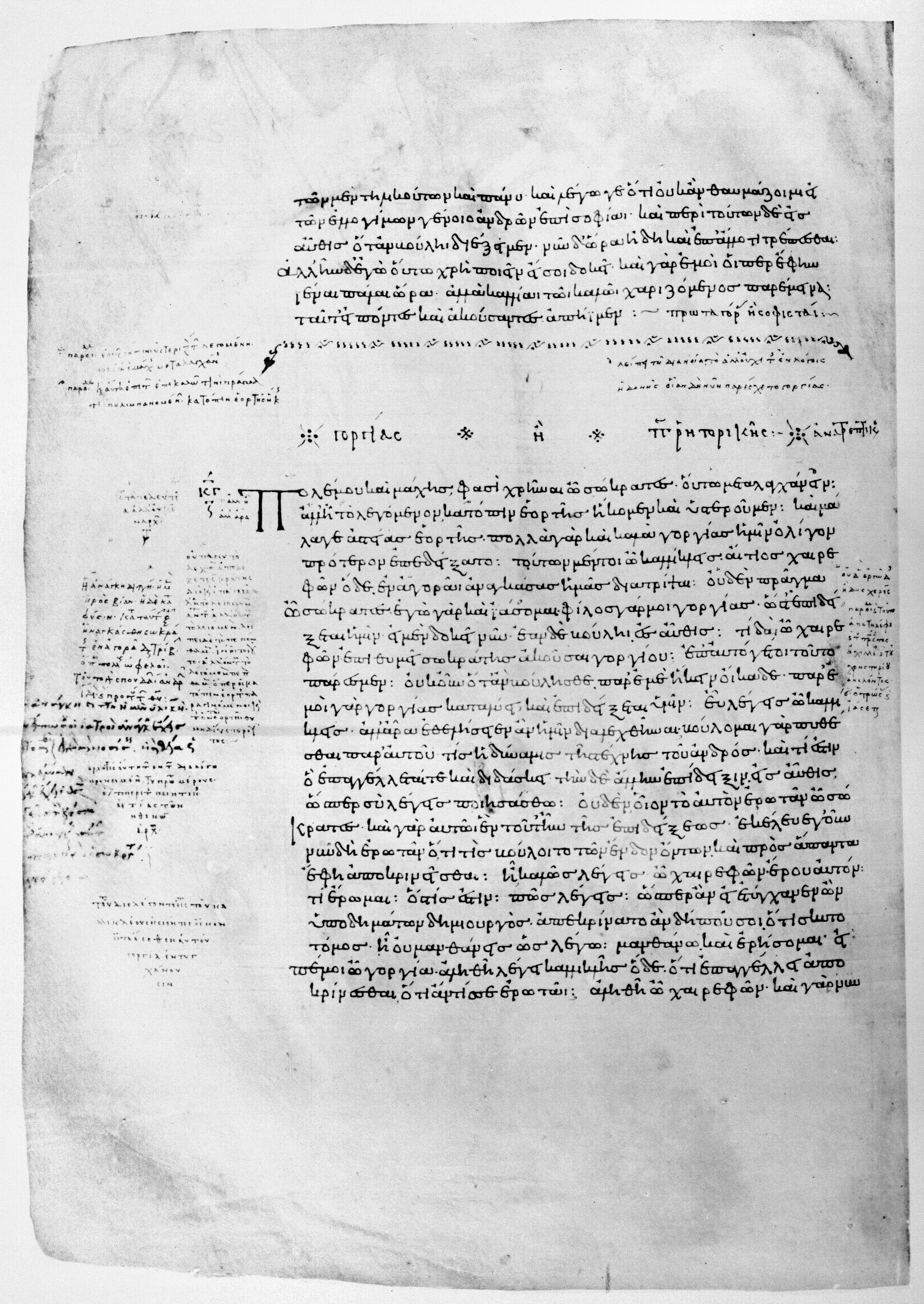
Pierwsza strona Georgiasza

Gorgiasz – dialog Platona, w którym retoryka zostaje doceniona jako nauka zbudowana na podstawach filozofii. Zawiera on zasady etyczno-poznawcze, którymi powinni posługiwać się retorzy.
Dialog składa się z trzech części:
- I – gdy Sokrates pyta o retorykę Gorgiasza
- II – gdy do dyskusji włącza się Polos (uczeń Gorgiasza)
- III – gdy Sokrates debatuje z Kalliklesem, zwolennikiem prawa siły

Konstrukcja dialogu wskazuje na cel utworu, którym jest dyskusja o zasadach moralnych. Platon przeprowadza krytykę sofistów, jako tych którzy rządzą ludzkimi duszami opierając się nie na prawdzie, a na mniemaniu. Platon uznaje schlebianie sofistów za szkodliwe i postuluje doskonalenie obywateli i umacnianie dobra duchowego na podstawach prawdy.